# Baruth/Mark

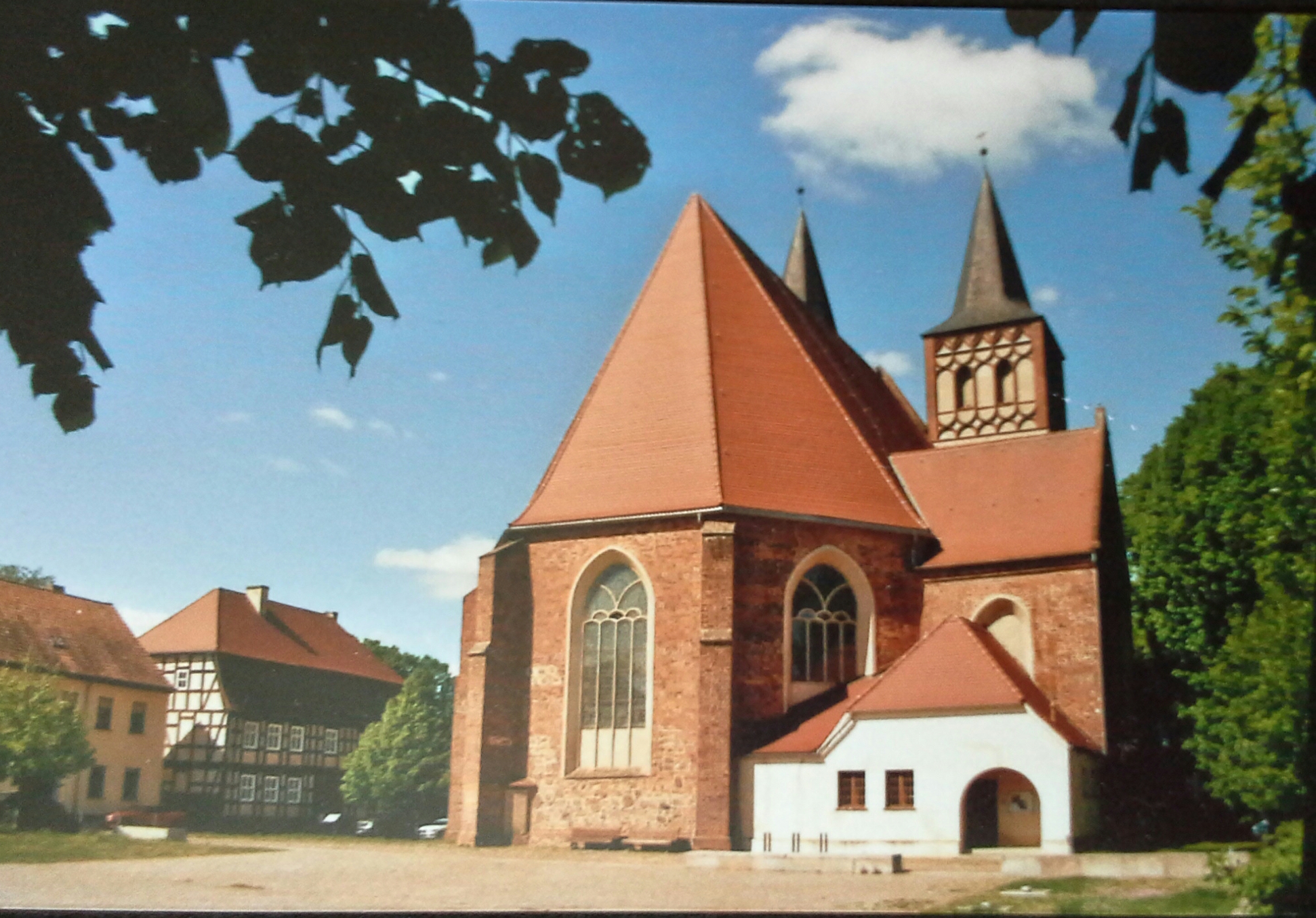
Walter-Rathenau-Platz mit der Stattpfarrkirche und dem alten Pfarrhaus.

Baruth/Mark [ˈbaʁut] (niedersorbisch Želm) ist eine Stadt im Landkreis Teltow-Fläming in Brandenburg (Deutschland).

## Geografie
Baruth/Mark umfasst Teile des Niederen Flämings und des Baruther Urstromtals. Es liegt in direkter Nachbarschaft zum Spreewald und rund 40 Kilometer von der Südgrenze der Stadt Berlin entfernt an der Kreuzung der Bundesstraßen 96 und 115. 
Nachbargemeinden
Baruth/Mark grenzt an folgende Gemeinden (im Uhrzeigersinn, von Norden beginnend): Am Mellensee, Zossen, Teupitz, Halbe, Rietzneuendorf-Staakow, Golßen, Steinreich, Dahme/Mark, Niederer Fläming, Nuthe-Urstromtal.

## Stadtgliederung
Die Stadt gliedert sich in folgende Orts- und bewohnte Gemeindeteile:
- Baruth/Mark mit dem Gemeindeteil Klein Ziescht
- Dornswalde
- Groß Ziescht mit dem Gemeindeteil Kemlitz
- Horstwalde
- Klasdorf mit dem Gemeindeteil Glashütte
- Ließen
- Merzdorf
- Mückendorf
- Paplitz
- Petkus mit dem Gemeindeteil Charlottenfelde
- Radeland
- Schöbendorf

Hinzu kommen die Wohnplätze Am Bahnhof, Bernhardsmüh, Bombachhaus, Forsthaus Brand, Forsthaus Johannismühle, Forsthaus Wunder, Horstmühle, Lochow, Mühlenberg, Pechhütte, Radelandsiedlung und Siedlung.

## Geschichte

### 12. bis 14. Jahrhundert

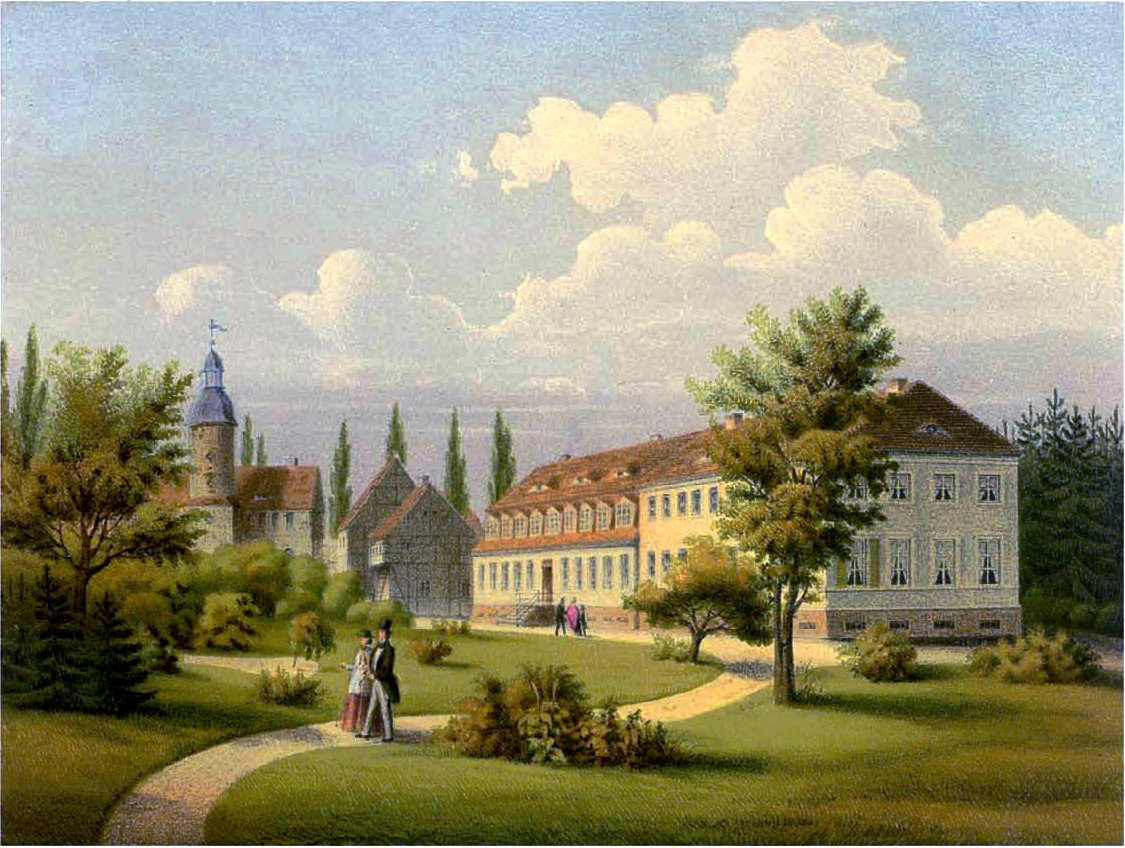
Schloss Baruth um 1860, Sammlung Alexander Duncker

Eine Burg mit dazugehöriger Siedlung entstand im Zuge der Deutschen Ostsiedlung im 12. Jahrhundert. Die Siedler wählten dabei eine sandige Landzunge von 1,5 bis 2 km Breite aus, die eine sichere Durchquerung des Glogau-Baruther Urstromtals ermöglichte. Peter R. Rohrlach verweist in seinem Historischen Ortslexikon für Brandenburg Teil X Jüterbog-Luckenwalde darauf, dass bislang ein Hinweis auf eine vermutete slawische Siedlung fehle. Allerdings wurde bei Grabungen im Schlossbereich rund 30 bis 40 Meter nördlich des alten Schlosses in einer Tiefe von 0,30 m bis 1,50 m eine 70 cm starke Torfschicht entdeckt. Darin wurden mehrere Häusergrundrisse aus dem 13. und 14. Jahrhundert freigelegt; hinzu kamen zahlreiche Einzelfunde. Dadurch konnte nachgewiesen werden, dass sich der Flecken beiderseits der von Süden nach Norden führenden Straße entwickelte. Es entstand eine ellipsenförmige Siedlung von rund 330 m × 200 m. Neben der Hauptstraße wurde nur eine nach Westen gebogene Längsstraße nachgewiesen; hinzu kam der Marktplatz. Der Nachweis einer Befestigung fehlt.
Baruth/Mark wurde erstmals 1234 urkundlich erwähnt; frühere Nennungen in der Literatur beziehen sich mit großer Wahrscheinlichkeit auf Baruth bei Bautzen. Das Land gehörte bis 1326 dem Erzbischof von Magdeburg, die als Haus und Stadt bezeichnete Siedlung bis 1326 den Herren von Strehla, die sie aber wohl schon vor 1326 an die von Schlieben weiterverliehen. Im Jahr 1363 erschien die terra Baruth und bereits im Jahr 1389 die Bezeichnung Stadt (oppidum), obwohl ihr das Stadtrecht erst im Jahr 1616 verliehen wurde. Baruth gelangte in den Einflussbereich der ernestinischen Herzöge von Sachsen, ehe es an die albertinische Linie unter Moritz von Sachsen gelangte.

### 15. Jahrhundert
Im Jahr 1420 sowie 1444 wurde erneut von einer Schloß und Stadt gesprochen. Überliefert ist auch, dass die Frau von Schlieben im Jahr 1465 ein Freihaus in der Stadt besaß. Detaillierte Angaben liegen aus dem Jahr 1474 vor: Das Verzeichnis Der Mannschaft des Landes Sachsen Einkommen führte alle Einwohner der Standesherrschaft auf. Für Baruth ergaben sich demnach Einkünfte für Balthasar von Schlieben aus nicht weiter definierten Anteilen am Zoll; er erhielt zehn Schwertschock, durfte Holz schlagen und erhielt von den Schustern und Schneidern jeweils 14 Groschen (gr). Vor den Toren der Stadt gab es zu dieser Zeit eine Schäferei mit 500 Schafen sowie einen Weinberg, aus dem er 14 gr Einkünfte erzielte. Er erhielt weiterhin zwei Malter Salz, ein Viertel Mohn, ein Viertel Hanfkorn, ein Zickel sowie 2 1⁄2 Eimer Honig. Offe und Georg von Schlieben erhielten ebenfalls Anteile aus den Zolleinkünften sowie 10 hohe Schock, acht Scheffel Korn von der Mühle, sechs Scheffel Korn von einer weiteren Mühle, vier Scheffel Korn vom Bruchmüller sowie 28 gr vom Schuster und Schneider und 4 Malter Salz. Sie waren ebenfalls an der Schäferei sowie dem Weinberg beteiligt und erhielten fünf Eimer Honig, 1⁄2 Scheffel Mohn, 1⁄2 Scheffel Hanfkorn sowie zwei Zickel. Ein weiterer Anteil lag bei Magnus und Balthasar von Schlieben. Sie erhielten Einnahmen aus dem Zoll, von einem Einwohner vier Scheffel Korn, von einem weiteren zwei Scheffel Korn sowie 42 gr vom Schuster und Schneider. Sie besaßen eine Schäferei mit 450 Schafen, einen Weinberg und erhielten acht Eimer Honig, 7 Malter 2 Scheffel Salz, ein Scheffel Roggen, 1⁄2 Scheffel Hanfkörner und vier Zickel. Im Jahr 1476 entstand ein Vorwerk im „Städtchen“. Das Leibgedinge derer von Schlieben umfasste zu dieser Zeit den Kapellenberg, den Weinberg, eine „Wiese in dem Struthgarten, den großen Hof und den Witzhof, die Lynowsche Wiese und die dortige Schaftrift“ und den bereits erwähnten freien Hof. Ein weiteres Leibgedinge bestand aus Anteilen am Zoll, den „Hopfgarten bei der Tränke und den Garten bei Lußkyß Mühle“.

### 16. bis 17. Jahrhundert
Im Jahr 1529 wurde von einem Flecken berichtet, in dem 69 Einwohner lebten. In der Kirche des Ortes standen ausweislich einer Visitation zahlreiche Altäre, die von der Familie von Schlieben gestiftet worden waren. Es gab einen Altar St. Erasmi, einen Altar St. Jorgen sowie einen Altar Johannes Baptiste, der der Pfarre in Kemnitz einverleibt gewesen sein soll und der Pfarre Groß Ziescht inkorporiert werden sollte. Der Pfarrer erhielt in diesem Jahr 150 Scheffel Korn, 24 Scheffel Hafer Wittenberger Maß, ein Scheffel Salz sowie ein Huhn. Die Pfarre besaß zwar keinen Acker, aber 9 Fuder Wiesenwachs sowie zwei Gärten. Er hatte das Recht Holz zu schlagen und erhielt weitere Einkünfte aus dem Fleischzehnt. Dem Küster standen 40 Scheffel Korn, 69 Brote und 1 1⁄2 Schock Eier zu. In der zweiten Hälfte des 15. oder der ersten Hälfte des 16. Jahrhunderts entstand die Stadtpfarrkirche St. Sebastian, vermutlich unter Einbeziehung des genannten Vorgängerbaus. Im Jahr 1537 erwarb das Haus Solms die Herrschaft Sonnewalde (Niederlausitz) und Pouch (bei Bitterfeld).
Die Türkensteuerveranlagung für alle Orte von 1542, in der die Abgaben aus der Reichstürkenhilfe aufgeführt wurden, ergibt für Baruth/Mark erstmals spezifizierte Angaben über Haus, Hof, Garten und Hufenbesitz sowie den Viehbesatz.
Demnach waren der Witwe von Schlieben insgesamt 45 Steuerpflichtige zugewiesen, die als „Bürger“ bezeichnet wurden.
| Häufigkeit | Abgaben (in Rheinischen Gulden fl) |
| ---------- | ---------------------------------- |
| 2          | 200                                |
| 4          | 100                                |
| 1          | 90                                 |
| 1          | 80                                 |
| 1          | 78                                 |
| 1          | 70                                 |
| 2          | 60                                 |
| 2          | 50                                 |
| 2          | 48                                 |
| 1          | 45                                 |
| 4          | 40                                 |
| 1          | 39                                 |
| 1          | 38                                 |
| 1          | 36                                 |
| 1          | 58                                 |
| 4          | 30                                 |
| 1          | 29                                 |
| 4          | 26                                 |
| 1          | 24                                 |
| 1          | 20                                 |
| 1          | 18                                 |
| 3          | 12                                 |
| 1          | 10                                 |
| 1          | 9                                  |
| 3          | 6                                  |

Den Brüdern von Schlieben waren 24 Steuerpflichtige zugewiesen.
| Hof | Anzahl Gärten | Anzahl Wiesen | Anzahl Weinberge | Anzahl Kühe | Anzahl Kälber | Anzahl Schweine | Anzahl Ferkel | Anzahl Pferde | Sonstiger Besitz bzw. Eigenschaft        | Abgaben (in fl) |
| --- | ------------- | ------------- | ---------------- | ----------- | ------------- | --------------- | ------------- | ------------- | ---------------------------------------- | --------------- |
| 0   | 1             | 2             | 1                | 5           | 2             | 0               | 0             | 0             |                                          | 63              |
| 1   | 1             | 2             | 0                | 2           | 0             | 1               | 0             | 0             | 1 jähriges Kalb                          | 56              |
| 1   | 1             | 3             | 0                | 0           | 0             | 0               | 0             | 1             | Bäcker, hat einen breiten Acker          | 90              |
| 1   | 1             | 3             | 2                | 2           | 0             | 0               | 0             | 3             | zwei jährige Kälber, einen breiten Acker | 156             |
| 0   | 1             | 3             | 1                | 2           | 0             | 0               | 0             | 0             |                                          | 84              |
| 1   | 1             | 3             | 1                | 3           | 0             | 3               | 0             | 0             | etliche Stücke Acker in der Heide        | 109             |
| 0   | 0             | 1             | 1                | 0           | 0             | 0               | 0             | 1             |                                          | 40              |
| 0   | 0             | 0             | 1                | 2           | 0             | 0               | 0             | 0             |                                          | 44              |
| 0   | 1             | 0             | 0                | 0           | 0             | 0               | 3             | 0             |                                          | 17              |
| 0   | 1             | 2             | 0                | 0           | 0             | 0               | 0             | 0             |                                          | 36              |
| 0   | 1             | 0             | 0                | 0           | 0             | 0               | 0             | 0             |                                          | 30              |
| 0   | 1             | 1             | 1                | 1           | 0             | 1               | 0             | 0             |                                          | 42 1⁄2          |
| 0   | 1             | 3             | 1                | 5           | 0             | 8               | 0             | 2             | ein breiter Acker, eine Färse            | 198 1⁄2         |
| 0   | 0             | 2             | 2                | 2           | 0             | 0               | 0             | 0             |                                          | 104             |
| 0   | 1             | 0             | 0                | 3           | 2             | 0               | 2             | 0             |                                          | 25 1⁄2          |
| 0   | 1             | 0             | 1                | 0           | 1             | 2               | 0             | 0             |                                          | 46 1⁄2          |
| 1   | 1             | 0             | 0                | 2           | 0             | 0               | 0             | 0             |                                          | 31              |
| 1   | 0             | 0             | 0                | 1           | 0             | 0               | 0             | 9             |                                          | 14 1⁄2          |
| 0   | 1             | 0             | 0                | 0           | 0             | 0               | 0             | 0             |                                          | 9               |
| 9   | 1             | 9             | 9                | 1           | 9             | 1               | 9             | 0             |                                          | 14 1⁄2          |
| 1   | 0             | 0             | 0                | 0           | 0             | 0               | 0             | 0             | 3 Ziegen                                 | 16              |
| 0   | 1             | 0             | 0                | 1           | 0             | 0               | 0             | 0             |                                          | 14              |
| 0   | 1             | 0             | 0                | 2           | 0             | 0               | 0             | 0             |                                          | 21              |

Dem Familienmitglied Veit von Schlieben waren 26 Steuerpflichtige zugewiesen.
| Hof | Anzahl Gärten | Anzahl Wiesen | Anzahl Weinberge | Anzahl Kühe | Anzahl Kälber | Anzahl Schweine | Anzahl Ferkel | Anzahl Pferde | Sonstiger Besitz bzw. Eigenschaft                              | Abgaben (in fl) |
| --- | ------------- | ------------- | ---------------- | ----------- | ------------- | --------------- | ------------- | ------------- | -------------------------------------------------------------- | --------------- |
| 1   | 2             | 3             | 1                | 3           | 0             | 0               | 0             | 0             | zwei jährige Kälber                                            | 50              |
| 1   | 1             | 2             | 1                | 6           | 0             | 0               | 0             | 0             | drei jährige Kälber, ein jähriges Schwein, eine Person Gesinde | 117             |
| 1   | 0             | 0             | 0                | 0           | 0             | 0               | 0             | 0             |                                                                | 0               |
| 1   | 1             | 1             | 1                | 1           | 0             | 1               | 0             | 0             |                                                                | 42              |
| 1   | 0             | 1             | 0                | 2           | 0             | 0               | 0             | 0             | 2 jährige Kälber                                               | 42              |
| 1   | 0             | 0             | 0                | 2           | 0             | 1               | 0             | 0             |                                                                | 43              |
| 1   | 0             | 0             | 0                | 0           | 0             | 0               | 0             | 0             | ein jähriges Schwein                                           | 10              |
| 1   | 0             | 0             | 1                | 4           | 0             | 0               | 0             | 0             | eine Range, 2 Personen Gesinde                                 | 211 1⁄2         |
| 1   | 0             | 1             | 0                | 2           | 0             | 0               | 0             | 0             |                                                                | 13              |
| 1   | 1             | 2             | 1                | 3           | 0             | 1               | 0             | 0             | zwei jährige Kälber                                            | 109             |
| 1   | 0             | 1             | 0                | 2           | 0             | 0               | 0             | 0             |                                                                | 29              |
| 1   | 0             | 2             | 0                | 3           | 0             | 1               | 0             | 0             | zwei jährige Kälber                                            | 69              |
| 1   | 0             | 2             | 0                | 3           | 0             | 0               | 0             | 0             | zwei jährige Kälber                                            | 51              |
| 0   | 0             | 2             | 0                | 3           | 0             | 0               | 0             | 0             | zwei jährige Kälber                                            | 51              |
| 1   | 0             | 1             | 1                | 2           | 0             | 0               | 0             | 0             |                                                                | 44              |
| 1   | 0             | 0             | 0                | 1           | 0             | 0               | 0             | 0             | ein jähriges Kalb                                              | 21              |
| 1   | 0             | 1             | 0                | 2           | 0             | 0               | 0             | 0             |                                                                | 28              |
| 1   | 0             | 1             | 0                | 2           | 0             | 0               | 0             | 0             |                                                                | 22              |
| 1   | 0             | 1             | 0                | 1           | 0             | 0               | 0             | 0             |                                                                | 22              |
| 1   | 0             | 1             | 0                | 1           | 0             | 0               | 0             | 0             |                                                                | 22              |
| 1   | 0             | 0             | 0                | 0           | 0             | 0               | 0             | 0             |                                                                | 20              |
| 1   | 0             | 0             | 0                | 0           | 0             | 0               | 0             | 0             |                                                                | 12              |
| 1   | 0             | 1             | 0                | 1           | 0             | 0               | 0             | 0             | ein jähriges Kalb                                              | 21              |
| 1   | 0             | 2             | 1                | 4           | 0             | 0               | 0             | 0             | zwei jährige Kälber                                            | 50              |
| 1   | 0             | 2             | 1                | 3           | 0             | 0               | 0             | 0             |                                                                | 46              |
| 1   | 0             | 2             | 1                | 3           | 0             | 0               | 0             | 0             |                                                                | 46              |
| 1   | 0             | 2             | 1                | 3           | 0             | 0               | 0             | 0             | zwei jährige Kälber                                            | 48              |
| 1   | 0             | 2             | 1                | 3           | 0             | 0               | 0             | 0             |                                                                | 46              |
| 1   | 0             | 2             | 1                | 3           | 0             | 0               | 0             | 0             | zwei jährige Kälber                                            | 48              |

1581/1582 verkaufte die Familie von Schlieben die Herrschaft Baruth an den Trebbiner Amtshauptmann, Hans von Buch. Kurz danach, 1595, kam es zu einem Stadtbrand, bei dem die Burg vernichtet und die Kirche schwer beschädigt wurde. Von Buch veräußerte daraufhin Baruth noch im darauffolgenden Jahr für 70.000 Gulden an den Reichsgrafen Otto zu Solms-Laubach. Er entschied sich, die Burg nicht wiederaufzubauen, sondern stattdessen ab 1598 ein Schloss bestehend aus einer mehrflügeligen Anlage zu errichten. Nach dem Tod seines Sohns im Jahr 1615 erlosch dieser Familienzweig und Baruth wurde zur eigenständigen Grafschaft Solms-Baruth unter ihrem neuen Herrscher Johann Georg II. Im Jahr 1616 erhielt Baruth/Mark das sogenannte Magdeburger Stadtrecht. Johann Georg II. war sächsischer Regimentschef und daher selten in Baruth. Als er 1632 starb, zog seine Frau Anna Maria, geborene Gräfin zu Erbach-Fürstenau mit den Kindern für eine kurze Zeit in den Ort. Nach dem Ausbruch des Dreißigjährigen Krieges flüchtete sie jedoch 1636 ins Schloss Lichtenburg, dem Witwensitz von Hedwig von Dänemark, der Frau Christian II. 1641 kam es zu einem erneuten Brand in der Stadt, bei dem auch das Schloss zerstört wurde. Nach dem Ende des Krieges übernahm ein Sohn Anna Marias, Johann Friedrich, die Geschäfte in Baruth. Nach ihrem Tod 1663 teilten die Brüder Friedrich Sigismund I. und Johann Georg III. den Ort unter sich auf und verwalteten ihn zunächst gemeinsam. Nach 1665 wurde das Schloss als zweigeschossiger, mehrachsiger Bau mit Treppenturm auf dem Fundament des Vorgängerbaus neu errichtet. Es wurde daher auch zu einem späteren Zeitpunkt als das Alte Schloss bezeichnet. Allerdings kam es nach einem Stadtbrand im Jahr 1671 zu einem Streit, wer welche Anteile am Wiederaufbau leisten sollte. In letzter Konsequenz teilten sie Brüder den Ort 1673 unter sich auf: Die Herrschaft Baruth wurde in einen westlichen und östlichen Teil mit je sieben Dörfern aufgeteilt, ebenso erhielt jeder eine Hälfte der Stadt Baruth – ein einschneidendes Ereignis, das bis in das 19. Jahrhundert bestehen bleiben sollte. Zum Ende des 17. Jahrhunderts wurde Baruth von den Brüdern Friedrich Sigismund II. und Johann Christian I. regiert. Er heiratete 1697 Helena Constantia Gräfin Henckel von Donnersmarck, deren Enkel, Johann Christian II. wiederum im Jahr 1764 Wilhelmine Luise Gräfin zu Promnitz, geborene Gräfin zu Lippe-Biesterfeld ehelichte. Sie brachte die Herrschaft Klitschdorf aus erster Ehe in die Beziehung, die bis 1945 zu einem Wohnsitz eines Familienzweiges werden sollte. Beide setzten in Baruth einen Amtmann zur Verwaltung ein.

### 18. Jahrhundert
Friedrich Sigismund II. wiederum nahm einen großen Waldbrand im Jahr 1715 zum Anlass, im Jahr 1716 den Glasmachermeister Bernsdorf zu verpflichten. Er erhielt das Recht, die Baruther Glashütte zu errichten und nutzte dazu die Solms-Baruthschen Wälder zur Gewinnung von Kaliumcarbonat, aus dem er – mit Sand vermischt – Glas herstellte. Ab 1784 übernahm Friedrich Karl Leopold den Besitz, doch auch er hielt sich nicht häufig in Baruth auf. Sein Vater hatte 1763 bereits Kasel erworben; 1792 erwarb er Golzig.

### 19. bis 21. Jahrhundert
Auch sein Sohn, Friedrich Heinrich Ludwig, lebte zunächst in Kasel. Er heiratete 1820 Bertha Gräfin zu Solms-Baruth, die Schwester des Grafen Johann Christian Heinrich Hermann zu Solms-Baruth, der zu dieser Zeit den zweiten Anteil besaß. Er verkaufte seinen Anteil an Friedrich Heinrich Ludwig, der ein Majorat einrichtete, um eine weitere Zersplitterung der Herrschaft zu vermeiden. Damit legte er fest, dass künftig nur noch der nächste männliche Verwandte und bei gleichem Verwandtschaftsgrad der Älteste erben sollte. Friedrich Heinrich Ludwig gelang es damit, nach über 120 Jahren, die Herrschaft Baruth nicht nur zu festigen, sondern mit dem Ankauf von Kreblitz im Jahr 1838 und Golßen im Jahr 1846 auszubauen. Unter seiner Ägide kam es insbesondere durch die Baruther Glashütte zu einem wirtschaftlichen Aufschwung. Nach dem Wiener Kongress von 1815 wurde die Stadt dem Regierungsbezirk Potsdam und damit Preußen zugeordnet. 1879 trat sein einziger Sohn Friedrich Herrmann Adolph die Nachfolge an. Er wurde 1888 von Friedrich III. in den Fürstenstand (Primogenitur) erhoben und Baruth wurde damit bis zur formellen Enteignung durch NS-Regime 1944 Fürstensitz. Auf seine Initiative hin wurde der südwestlich der Stadt gelegene Frauenberg im Jahr 1890 zu einem Park mit Erbbegräbnisstätte umgewandelt. Baruth gehörte von 1815 bis 1946 zum Landkreis Jüterbog-Luckenwalde in der preußischen Provinz Brandenburg, der 1946 in Landkreis Luckenwalde umbenannt wurde. Von 1952 bis 1993 lag Baruth im Kreis Zossen (bis 1990 im DDR-Bezirk Potsdam).
Baruth war bis 1849 Sitz des von Solmschen Justizamts, einem Patrimonialgericht der Adelsfamilie Solms-Baruth. Ab 1849 bestand das Kreisgericht Jüterbog. Für dieses war in Baruth eine Zweigstelle (Gerichtskommission) eingerichtet. Von 1879 bis 1950 nahm das Amtsgericht Baruth die Gerichtsfunktion wahr.
Bei Ausgrabungen in den 1980er und 1990er Jahren wurde nördlich des Frauenhauses des Alten Schlosses ein Bergfried aus Feldsteinen und einem Durchmesser von 11,5 m freigelegt. Seit 2009 laufen Sanierungsarbeiten am Frauenhaus. Dabei wurden die Grundmauern des alten Palas von 1440 entdeckt. Sie stehen auf einem hölzernen Vorgängerbau, dessen Holz durch dendrochronologische Untersuchung auf die zweite Hälfte des 12. Jahrhunderts datiert werden konnte. Die Kirche wurde daher in den Jahren 2001 bis 2008 umfangreich saniert.

### Eingemeindungen
Der Ort Klein Ziescht wurde am 1. April 1974 eingegliedert. Am 31. Dezember 1997 kamen vier Gemeinden hinzu, am 31. Dezember 2001 weitere fünf.
| Ehemalige Gemeinde | Datum              | Anmerkung                       |
| ------------------ | ------------------ | ------------------------------- |
| Charlottenfelde    | 2. Januar 19710    | Eingemeindung nach Petkus       |
| Dornswalde         | 31. Dezember 20010 |                                 |
| Glashütte          | 1. Juli 19500      | Eingemeindung nach Klasdorf     |
| Groß Ziescht       | 31. Dezember 19970 |                                 |
| Horstwalde         | 31. Dezember 19970 |                                 |
| Kemlitz            | 1. Januar 19570    | Eingemeindung nach Groß Ziescht |
| Klasdorf           | 31. Dezember 20010 |                                 |
| Klein Ziescht      | 1. April 19740     |                                 |
| Ließen             | 31. Dezember 19990 | Eingemeindung nach Petkus       |
| Merzdorf           | 31. Dezember 19990 | Eingemeindung nach Petkus       |
| Mückendorf         | 31. Dezember 19970 |                                 |
| Paplitz            | 31. Dezember 20010 |                                 |
| Petkus             | 31. Dezember 20010 |                                 |
| Radeland           | 31. Dezember 19970 | [ 8 ]                           |
| Schöbendorf        | 31. Dezember 20010 |                                 |

## Bevölkerungsentwicklung
| Jahr | Einwohner |
| ---- | --------- |
| 1875 | 2.073     |
| 1890 | 2.100     |
| 1910 | 2.369     |
| 1925 | 2.111     |
| 1933 | 2.010     |
| 1939 | 2.141     |

| Jahr | Einwohner |
| ---- | --------- |
| 1946 | 2.232     |
| 1950 | 2.200     |
| 1964 | 1.912     |
| 1971 | 1.855     |
| 1981 | 1.916     |
| 1985 | 1.947     |

| Jahr | Einwohner |
| ---- | --------- |
| 1990 | 1.892     |
| 1995 | 1.745     |
| 2000 | 2.792     |
| 2005 | 4.437     |
| 2010 | 4.174     |
| 2015 | 4.146     |

| Jahr | Einwohner |
| ---- | --------- |
| 2020 | 4.225     |
| 2021 | 4.294     |
| 2022 | 4.222     |
| 2023 | 4.219     |
| 2024 | 4.168     |

Gebietsstand des jeweiligen Jahres. Einwohnerzahl: Stand 31. Dezember (ab 1991), ab 2011 auf Basis des Zensus 2011, ab 2022 auf Basis des Zensus 2022
Der starke Anstieg der Einwohnerzahl 2000 und 2005 ist auf die Eingemeindungen der Jahre 1997 und 2001 zurückzuführen.

## Politik

### Stadtverordnetenversammlung
Die Stadtverordnetenversammlung von Baruth besteht entsprechend der Einwohnerzahl der Stadt aus 16 Stadtverordneten und dem hauptamtlichen Bürgermeister. Die Kommunalwahl am 9. Juni 2024 führte bei einer Wahlbeteiligung von 69,5 % zu folgendem Ergebnis:
| Partei / Wählergruppe                         | Stimmenanteil 2019 | Sitze 2019 |  | Stimmenanteil 2024 | Sitze 2024 |
| --------------------------------------------- | ------------------ | ---------- |  | ------------------ | ---------- |
| Listenvereinigung Ortsteile Baruth/Mark (LOB) | 32,4 %             | 5          |  | 21,0 %             | 3          |
| SPD                                           | 16,2 %             | 2          |  | 20,6 %             | 3          |
| CDU                                           | 16,4 %             | 3          |  | 19,8 %             | 3          |
| Die Linke                                     | 18,9 %             | 3          |  | 16,3 %             | 3          |
| Einzelbewerber Dennis Härtel                  | 06,3 %             | 1          |  | 09,6 %             | 1          |
| Frauennetzwerk Baruth (FNW)                   | 09,9 %             | 2          |  | 07,3 %             | 1          |
| Einzelbewerber Jens Schröter                  | –                  | –          |  | 02,8 %             | 1          |
| Bündnis 90/Die Grünen                         | –                  | –          |  | 02,5 %             | –          |
| Insgesamt                                     | 100 %              | 16         |  | 100 %              | 15         |

Bei der Wahl 2024 entfielen auf den Einzelbewerber Härtel zwei Sitze, von denen einer unbesetzt bleibt.

### Bürgermeister
- seit 1993: Peter Ilk (parteilos)

Ilk wurde 1993 zum ehrenamtlichen Bürgermeister gewählt, seit 2002 ist er hauptamtlicher Rathauschef. Am 27. Mai 2018 wurde er mit 91,8 % der gültigen Stimmen ohne Gegenkandidat wiederum in seinem Amt bestätigt. Seine Amtszeit beträgt acht Jahre.

### Wappen
| Wappen von Baruth/Mark | Blasonierung: „Geteilt durch silbernen linken Schrägbalken von Grün über Rot; oben eine doppeltürmige spitzbedachte goldene Kirche mit einem Tor und je zwei Fenster in Schwarz; unten ein goldenes Glasgefäß. Der Linksbalken ist mit 12 schwarzen Tannen belegt.“ |
| Wappen von Baruth/Mark | Das Wappen wurde am 19. Dezember 2001 durch das Ministerium des Innern genehmigt. |

Historisches Wappen
| altes Wappen von Baruth | Blasonierung: „In Silber auf drei grünen Hügeln ein grüner Weinstock mit blauen Trauben“ |
| altes Wappen von Baruth | Wappenbegründung: Der Wappeninhalt weist auf den einstigen Weinanbau hin, der seinerzeit im Wirtschaftsleben der Stadt eine große Rolle spielte. Die drei Hügel symbolisieren die Anbauorte „Sandiche Berge“ (heute Spitze Berge), „Windmühlenberg“ (heute Mühlenberg) und „Weinberge“ (heute Frauenberg bzw. Kirschberge). Das Wappen wird vermutlich seit 1638 geführt. |

### Flagge
Die Flagge ist Rot – Weiß – Grün (1:4:1) gestreift und mittig mit dem Stadtwappen belegt.

### Dienstsiegel
Das Dienstsiegel zeigt das Wappen der Stadt mit der Umschrift: „STADT BARUTH/MARK • LANDKREIS TELTOW-FLÄMING“.

## Sehenswürdigkeiten
In der Liste der Baudenkmale in Baruth/Mark und der Liste der Bodendenkmale in Baruth/Mark stehen die in der Denkmalliste des Landes Brandenburg eingetragenen Kulturdenkmale.

### Bauwerke

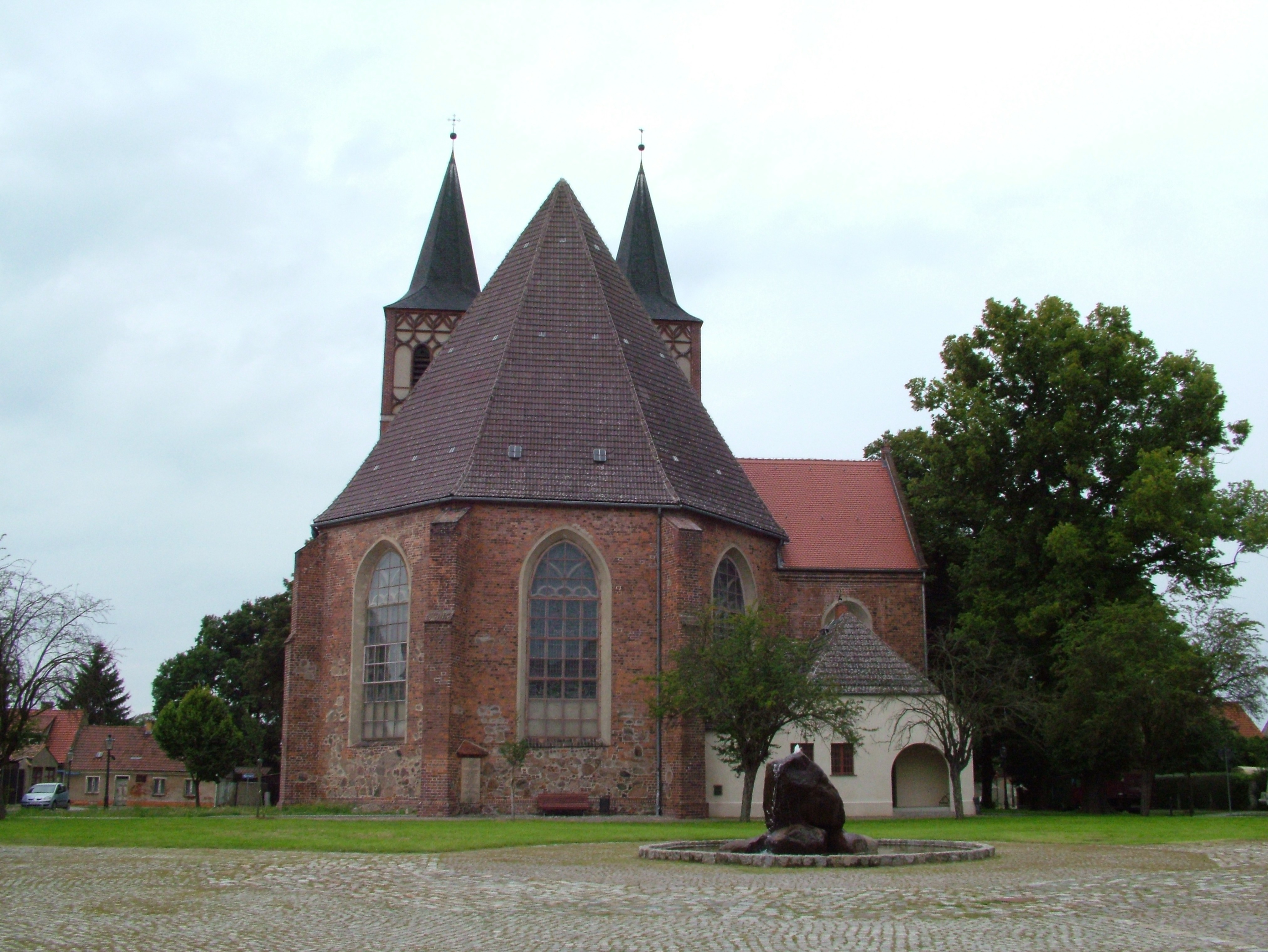
Stadtpfarrkirche St. Sebastian

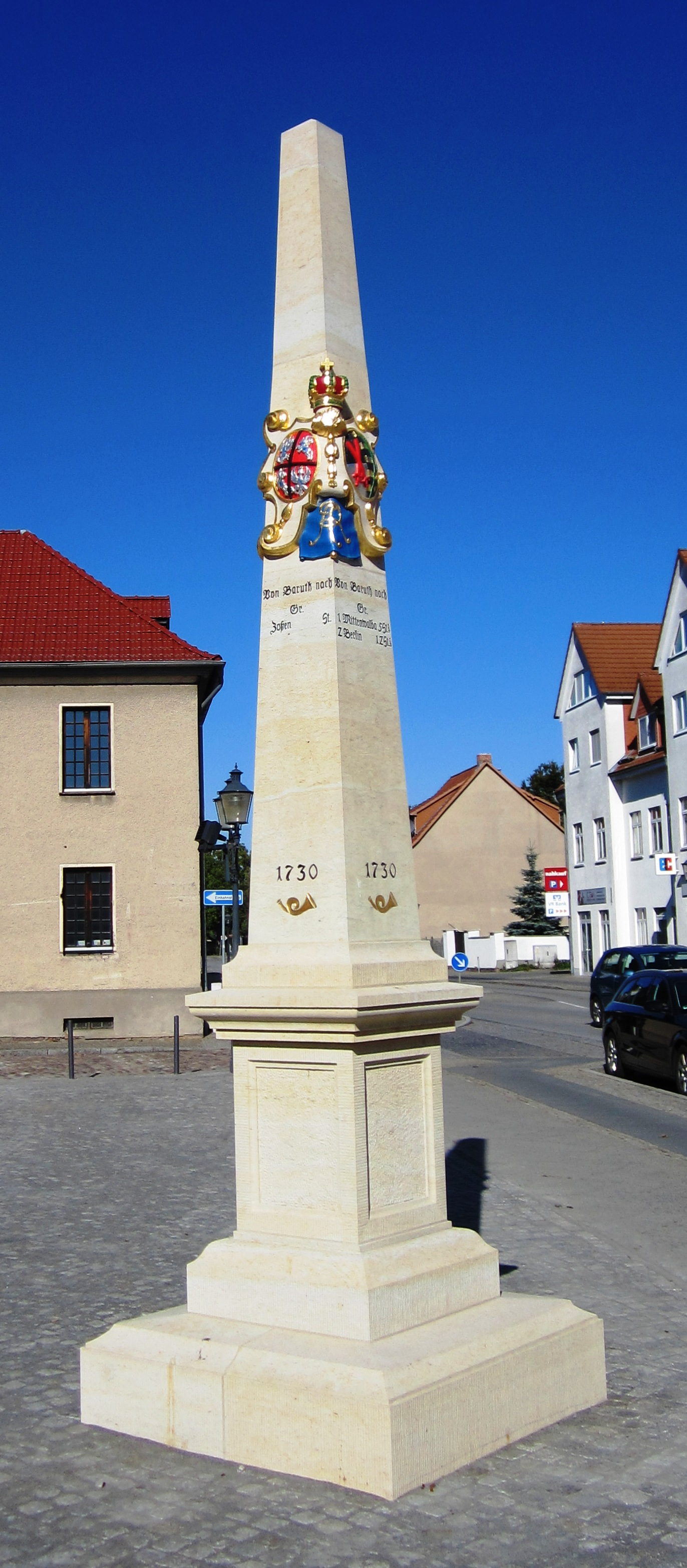
Postmeilensäule

- Stadtpfarrkirche St. Sebastian, Backsteinbau einer spätgotischen Hallenkirche, Neubau aus dem 15./16. Jahrhundert. Die Kirche brannte 1595 und 1671 völlig aus. Mit dem Wiederaufbau der Kirche wurde 1672 durch die Baruther Grafen begonnen. Die Kirche wurde 2001 bis 2008 umfangreich saniert. Im rechten Kirchenfenster der Orgelempore ist ein in Glas gefasstes Rotes Kreuz zu sehen. Es deutet auf die Verwandtschaft der Familie Solms-Baruth mit dem englischen Königshaus hin.
- Schloss Baruth aus dem 17. Jahrhundert

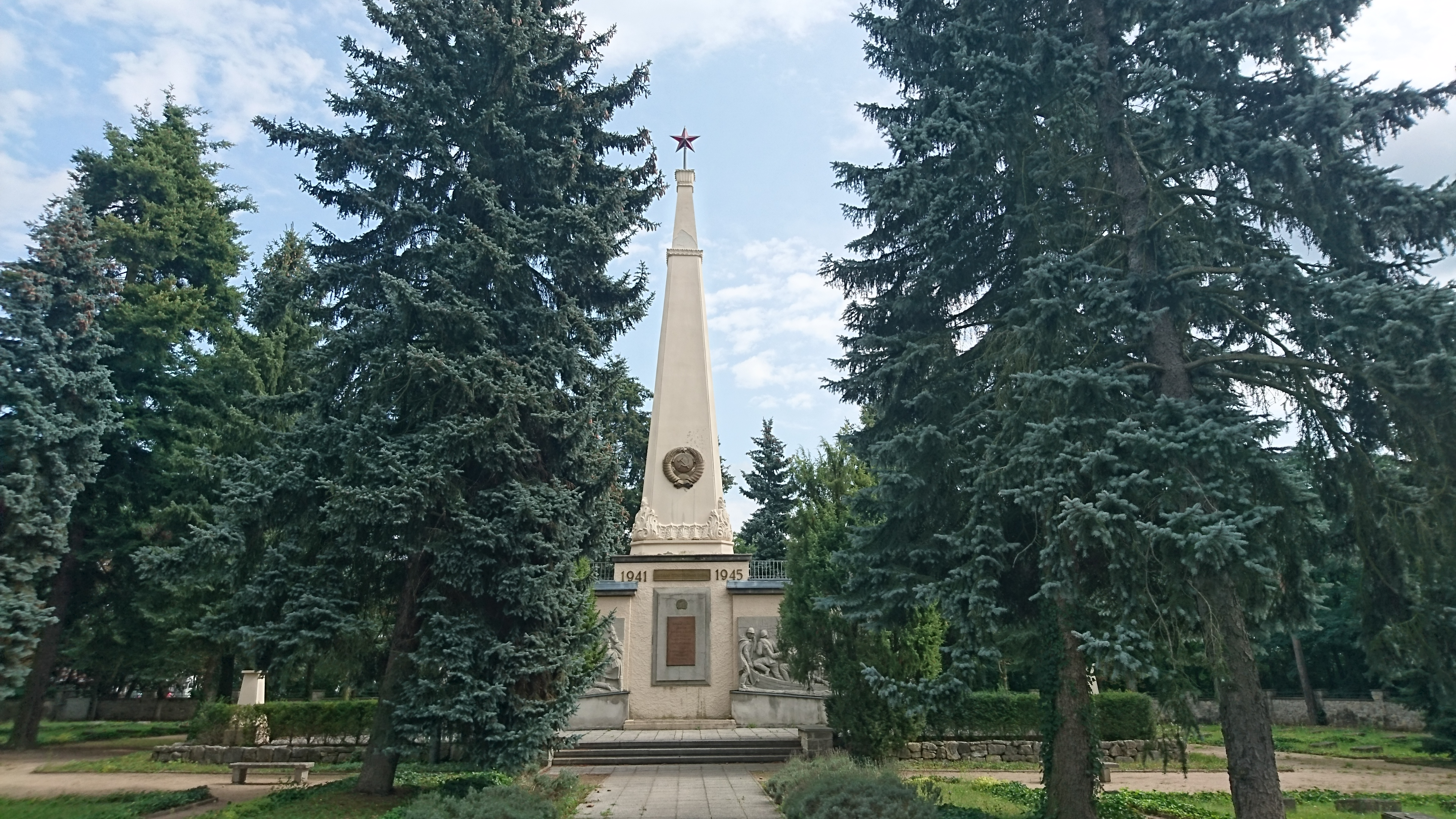
Obelisk auf dem sowjetischen Ehrenfriedhof

- Sowjetischer Ehrenfriedhof an der B 96, erinnert an die unter Marschall Konew im Kessel von Halbe gefallenen Soldaten der 3. und 4. Panzerarmee der 1. Ukrainischen Front der Roten Armee. Er gilt als eine der „größten und bedeutendsten russischen Kriegsgräberstätten in Brandenburg“.[20] Am Eingang an der Bundesstraße stehen zwei sowjetische Panzer vom Typ T-34, während ein massiver Obelisk den Mittelpunkt der Friedhofsanlage darstellt.[21]
- Feldsteinkirchen in den Ortsteilen, zum Beispiel in Dorfkirche Groß Ziescht, Merzdorf, Kemlitz und Paplitz
- Dorfkirche Ließen, ein barocker Putzbau aus dem frühen 18. Jahrhundert
- Nachbildung der kursächsischen Postmeilensäule von 1730 auf dem Markt, eingeweiht am 17. August 2014
- Friedensmühle Petkus im Ortsteil Petkus, von 1837 bis 1940 als Bockmühle in Betrieb, seit 1950 Paltrockmühle mit Windrose und Jalousieflügeln, völlig restauriert, wind- und mahlgängig.
- Fernmeldeturm im Ortsteil Petkus, 106 Meter hoch, in den 1960er Jahren erbaut (Lage)
- Verdichterstation Radeland der Ostsee-Pipeline-Anbindungsleitung im Ortsteil Radeland

### Baruther Glashütte

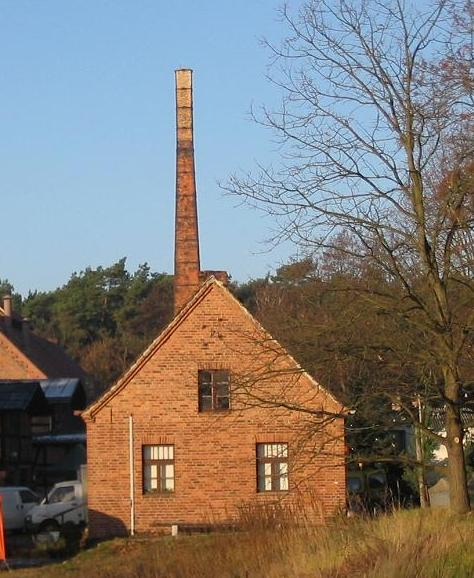
Gebäude der Glashütte im Ortsteil Glashütte

Im Jahr 1716 wurde zwischen den Dörfern Klasdorf, Friedrichshof und Dornswalde eine Glashütte mit dazugehöriger Glasmachersiedlung errichtet, das heute zu Baruth gehörende Dorf Glashütte. Die Glasproduktion wurde 1980 eingestellt. Heute ist Glashütte eine denkmalgeschützte Siedlung mit über 30 Gebäuden und ein lebendiges Museumsdorf.
Das Museum Baruther Glashütte ist ein Spezialmuseum für Industriekultur und die Geschichte des Glases. Im Baudenkmal der Hütte von 1861 findet sich eine Dauerausstellung zur Kultur- und Technikgeschichte des Glases im Allgemeinen und zur Geschichte der Baruther Glashütte im Speziellen.
Im Museumsdorf haben sich verschiedene Gewerbebetriebe angesiedelt, so eine Filzerei, eine Töpferei, ein Fabrikgasthof und eine Museumsherberge mit Biobadeteich.

### Parks
Nach einem Plan von Peter Joseph Lenné von 1838 legte die fürstlich-gräfliche Familie Solms-Baruth ihren neuen Schlossgarten-Park in Baruth im englischen Stil an.
Die Neuanlage des Parks machte sich nach dem Bau eines neuen Schlosses in den Orangeriegebäuden des alten Schlosses erforderlich. Um etwa die gleiche Zeit errichtete Solms-Baruth auch ein Schloss auf seinem Rittergut Kasel, welches äußerlich im gleichen Stil entstand.

### Wildpark Johannismühle

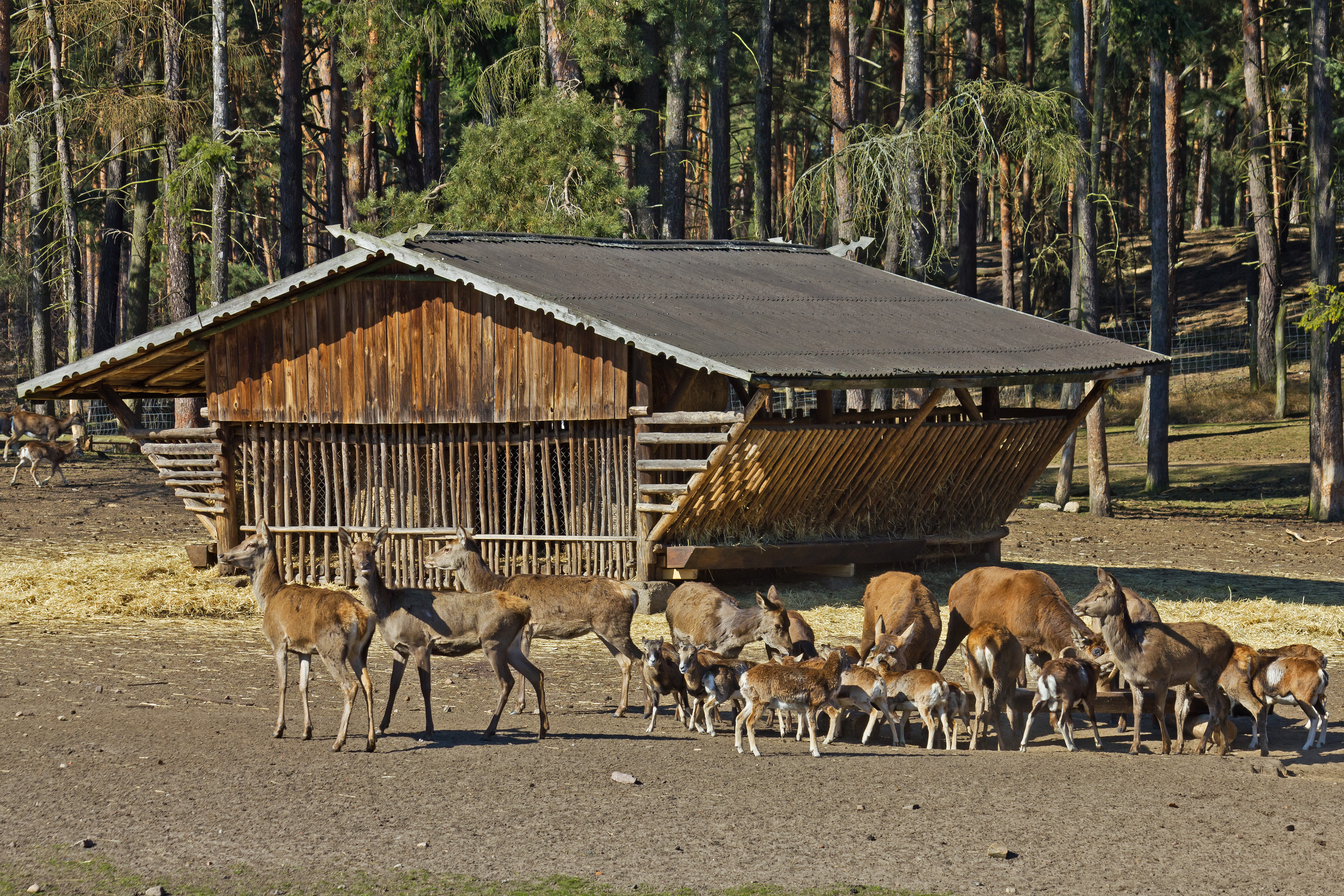
Rehfütterung im Wildpark Johannismühle

Im Ortsteil Klasdorf befindet sich der 1997 gegründete Wildpark, der auf einer Fläche von über 100 ha hauptsächlich einheimische und ehemals einheimische Tiere in seiner vielfältigen Wald-, Wiesen- und Teichlandschaft beherbergt. Das Grundstück war bis 1994 unter sowjetischer Verwaltung und diente als Sonderjagdgebiet des Oberkommandierenden der sowjetischen Streitkräfte in Deutschland.

## Wirtschaft und Infrastruktur

### Ansässige Unternehmen
- binderholz Oberrot/Baruth GmbH
- Pfleiderer Baruth GmbH
- Classen GmbH, Herstellung von HDF-Platten
- Fiberboard GmbH, Laminatbodenherstellung
- Rauch Fruchtsäfte Deutschland GmbH
- Unitherm Baruth GmbH, Biomassekraftwerk zur Erzeugung von thermischer und elektrischer Energie
- Zollikofer Holzverwertung Baruth (ZHB), Altholzaufbereitungsanlage
- Eigenbetrieb WaBau (Wasserver- und Entsorgung), Reinwasserwerk und Industriekläranlage, erbaut 2007
- Milchproduktion Baruth GmbH (bis 1991 LPG Milchproduktion Baruth)[22]

### Verkehr

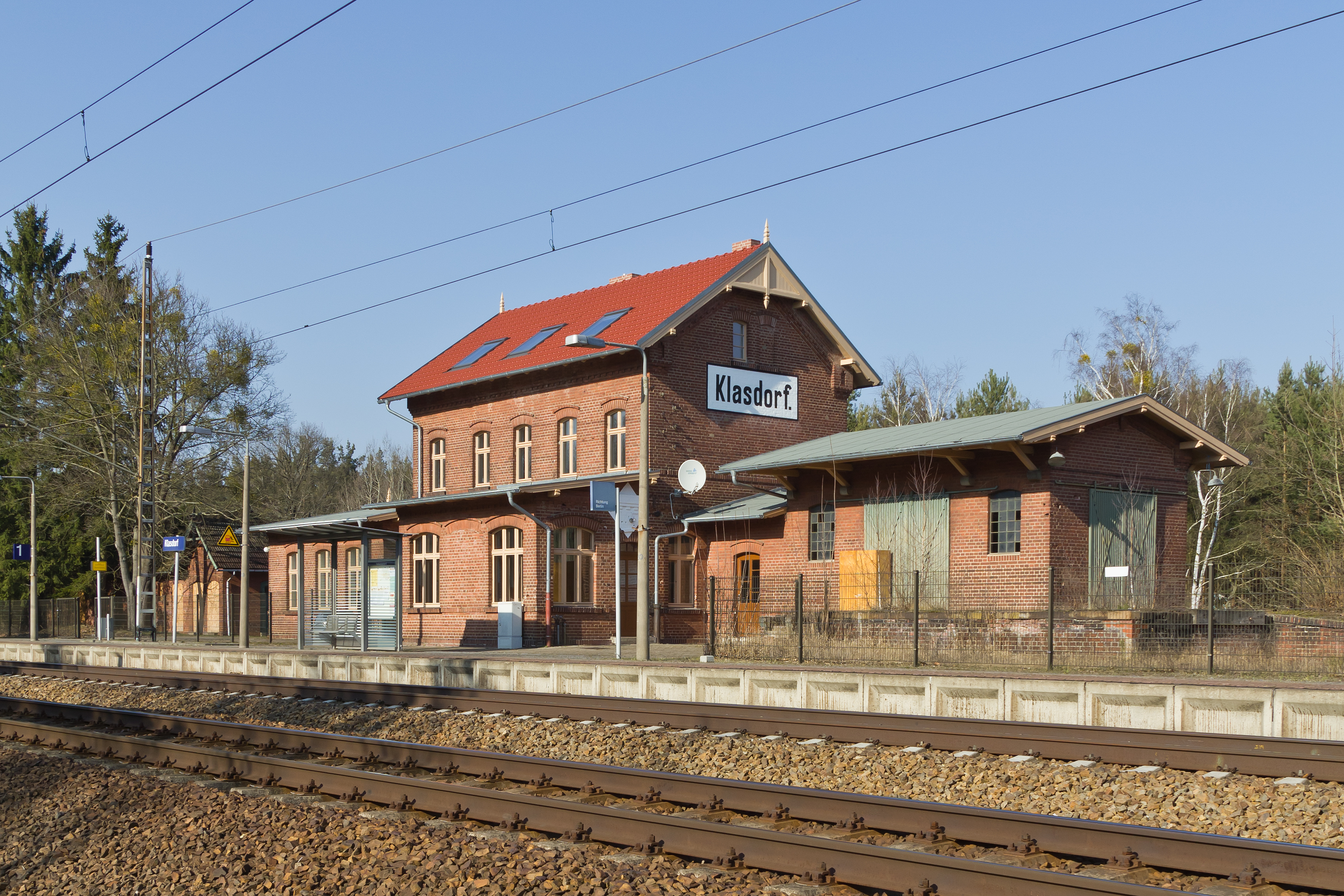
Bahnhof Klasdorf

- Durch die Stadt verlaufen die Bundesstraßen B 96 zwischen Zossen und Luckau und B 115 von Jüterbog nach Lübben sowie die Landesstraße 73 nach Luckenwalde.
- Die Anschlussstelle Baruth/Mark liegt an der A 13 Berlin–Dresden.
- Baruth liegt an der Bahnstrecke Berlin–Dresden, der hier verkehrende Regional-Express RE 8 Berlin Hbf–Elsterwerda / Finsterwalde hält an den Bahnhöfen Baruth (Mark) und Klasdorf-Glashütte.
- Circa 3,5 nautische Meilen südöstlich von Baruth liegt die Funkstelle VOR/DME Klasdorf. An- und Abflüge in den/aus dem Süden zum Flughafen Berlin Brandenburg „Willy Brandt“ IATA (BER) werden über dieses Drehfunkfeuer geleitet.
- Baruth liegt am östlichen Rand des Skate- und Radnetzes Flaeming-Skate.

### Bildung
Das Schulzentrum Baruther Urstromtal vereint die Grundschule und die Freie Oberschule Baruth/Mark unter einem Dach. Die Grundschule bietet zudem einen Hort an. Die Freie Oberschule Baruth in Trägerschaft der Anerkannten Schulgesellschaft mbH (ASG) wurde zum Schuljahr 2006/2007 gegründet und ist in das Schulzentrum der Stadt Baruth/Mark eingezogen.

### Sport
- Sportverein Fichte Baruth/Mark (Fußball, Gymnastik, Kegeln, Tischtennis, Volleyball)
- Reit- und Fahrverein Baruth/Mark (Baruther Reiterhof)
- Petkuser Sportverein (gegründet 1924 – Fußball, Volleyball, Kegeln, Tischtennis)

## Söhne und Töchter der Stadt
- Christian Ernst von Solms (1706–1748), preußischer Landrat
- Christian Kunth (1757–1829), Pädagoge, Erzieher von Alexander und Wilhelm von Humboldt
- Johann Georg Lehmann (1765–1811), Geodät und Kartograf
- Johann Gottlob Nathusius (1760–1835), Unternehmer
- Johann Karl Erler der Ältere (1770–1848), Theologe
- Friedrich zu Solms-Baruth (1795–1879), Politiker
- Johann Karl Erler der Jüngere (1802–1875), Theologe
- Ferdinand von Lochow (1849–1924), Getreidezüchter; geboren in Petkus
- Ewald von Lochow (1855–1942), preußischer General der Infanterie; geboren in Petkus
- Hans Joachim Heinrichs (1917–1995), Textdichter und Conferencier
- Feodora zu Solms (1920–2006), Leichtathletin
- Brigitte Harum (1933–2020), österreichische Kinderbuchautorin, Übersetzerin, Dolmetscherin und Universitätslektorin
- Frank-Dietmar Richter (* 1944), Forstmann
- Karl-Fred Müller (1958–2018), Schauspieler